# خطوط إكس أل الجوية الفرنسية
خطوط إكس إل الجوية الفرنسية هي شركة طيران فرنسية تقع مكاتبها الرئيسية في باريس مطار شارل ديغول وفي وترمبلي-أون-فرانس. تقوم برحلات مجدولة أساسا إلى وجهات طويلة المدى في أفريقيا والشرق الأوسط ومنطقة البحر الكاريبي، وكذلك رحلات طيران إلى وجهات متوسطة المدى في البحر الأبيض المتوسط.

## تاريخها
كانت الخطوط مملوكة لشركة ترانسات آي تي، قبل أن يتم بيعها والاستحواذ عليها من قبل مجموعة ليسور إكس إل. في 23 تشرين الثاني 2006 غيرت شركة الطيران اسمها إلى خطوط إكس إل الجوية الفرنسية. في 12 أيلول 2008 أعلنت المجموعة المالكة إفلاسها، ولكن شركة الطيران تم حفظها كما تم الحصول عليها من قبل بنك الاستثمار ستراومور-بورداراس في نفس اليوم، جنبا إلى جنب مع شقيقتها خطوط إكس إل الجوية الألمانية. وفي نوفمبر 2012، بيعت الشركة لطيران إكس للخطوط الجوية، وهي شركة تابعة لمجموعة استثمارية سويسرية.

## الوجهات

### الكاريبي
غوادالوب
- فرنسا بوانت-آه-بيتر

المارتينيك
- فرنسا فور دو فرانس

| المكسيك - المكسيك كانكون | جمهورية الدومينيكان - جمهورية الدومينيكان بونتا كانا | جزر الباهاما - قالب:بيانات بلد جزر الباهاما |